# Scheldeprijs 2017
De 105e editie van de Belgische wielerwedstrijd Scheldeprijs werd gehouden op 5 april 2017. De start verhuisde eenmalig naar Mol ter ere van de laatste wedstrijd van Tom Boonen op Belgische bodem. De wedstrijd maakte deel uit van de UCI Europe Tour 2017, in de categorie 1.HC en werd voor het tweede jaar op rij gewonnen door de Duitser Marcel Kittel. Het is voor de Duitser al zijn vijfde overwinning in de Scheldeprijs, een absoluut record.

## Deelnemende ploegen
| WorldTour                          | ProContinentaal              |
| ---------------------------------- | ---------------------------- |
| Quick-Step Floors                  | Cofidis, Solutions Crédits   |
| BORA-hansgrohe                     | Fortuneo-Vital Concept       |
| Lotto Soudal                       | Roompot-Nederlandse Loterij  |
| AG2R La Mondiale                   | Sport Vlaanderen-Baloise     |
| Astana Pro Team                    | Veranda's Willems-Crelan     |
| Bahrein-Merida Pro Cycling Team    | Wanty-Groupe Gobert          |
| Cannondale-Drapac Pro Cycling Team | WB Veranclassic-Aqua Protect |
| FDJ                                | Wilier Triestina-Southeast   |
| Dimension Data                     |                              |
| Team Katjoesja Alpecin             |                              |
| Team LottoNL-Jumbo                 |                              |
| Team Sky                           |                              |
| Team Sunweb                        |                              |
| Trek-Segafredo                     |                              |

## Uitslag
| Plaats  | Naam                        | Ploeg                        | Tijd     |
| ------- | --------------------------- | ---------------------------- | -------- |
| Winnaar | Marcel Kittel               | Quick-Step Floors            | 4u35'25" |
| 2       | Elia Viviani                | Team Sky                     | z.t.     |
| 3       | Nacer Bouhanni              | Cofidis, Solutions Crédits   | z.t.     |
| 4       | Jürgen Roelandts            | Lotto Soudal                 | z.t.     |
| 5       | Pascal Ackermann            | BORA-hansgrohe               | z.t.     |
| 6       | Rudy Barbier                | AG2R La Mondiale             | z.t.     |
| 7       | Reinardt Janse van Rensburg | Team Dimension Data          | z.t.     |
| 8       | Marc Sarreau                | FDJ                          | z.t.     |
| 9       | Ramon Sinkeldam             | Team Sunweb                  | z.t.     |
| 10      | Jonas Van Genechten         | Cofidis, Solutions Crédits   | z.t.     |
| 11      | Iván García                 | Bahrein-Merida               | z.t.     |
| 12      | Boy van Poppel              | Trek-Segafredo               | z.t.     |
| 13      | Robin Stenuit               | Wanty-Groupe Gobert          | z.t.     |
| 14      | Edward Theuns               | Trek-Segafredo               | + 2"     |
| 15      | Michael Mørkøv              | Team Katjoesja Alpecin       | z.t.     |
| 16      | Tom Van Asbroeck            | Cannondale-Drapac            | z.t.     |
| 17      | Wouter Wippert              | Cannondale-Drapac            | z.t.     |
| 18      | Kevyn Ista                  | WB Veranclassic-Aqua Protect | z.t.     |
| 19      | Erwann Corbel               | Fortuneo-Vital Concept       | z.t.     |
| 20      | Matteo Trentin              | Quick-Step Floors            | + 5"     |

Mannen: 1907 · 1908 · 1909 · 1910 · 1911 · 1912 · 1913 · 1914 · 1915 · 1916 · 1917 · 1918 · 1919 · 1920 · 1921 · 1922 · 1923 · 1924 · 1925 · 1926 · 1927 · 1928 · 1929 · 1930 · 1931 · 1932 · 1933 · 1934 · 1935 · 1936 · 1937 · 1938 · 1939 · 1940 · 1941 · 1942 · 1943 · 1944 · 1945 · 1946 · 1947 · 1948 · 1949 · 1950 · 1951 · 1952 · 1953 · 1954 · 1955 · 1956 · 1957 · 1958 · 1959 · 1960 · 1961 · 1962 · 1963 · 1964 · 1965 · 1966 · 1967 · 1968 · 1969 · 1970 · 1971 · 1972 · 1973 · 1974 · 1975 · 1976 · 1977 · 1978 · 1979 · 1980 · 1981 · 1982 · 1983 · 1984 · 1985 · 1986 · 1987 · 1988 · 1989 · 1990 · 1991 · 1992 · 1993 · 1994 · 1995 · 1996 · 1997 · 1998 · 1999 · 2000 · 2001 · 2002 · 2003 · 2004 · 2005 · 2006 · 2007 · 2008 · 2009 · 2010 · 2011 · 2012 · 2013 · 2014 · 2015 · 2016 · 2017 · 2018 · 2019 · 2020 · 2021 · 2022 · 2023 · 2024 · 2025
Vrouwen: 2021 · 2022 · 2023 · 2024 · 2025